# Danny Ramirez
Danny Ramirez (Chicago, 17 september 1992) is een Amerikaans acteur. Hij is vooral bekend door zijn rollen als Joaquín Torres in de Marvel Cinematic Universe serie The Falcon and the Winter Soldier en "Fanboy" in Top Gun: Maverick.

## Levensloop
Ramirez is geboren in Chicago en is van Colombiaanse en Mexicaanse afkomst. Toen hij zeven was, verhuisde het gezin naar Miami. Nadat hij in zijn jeugd had gevoetbald, ging hij later een ingenieursstudie volgen aan de New York University Tandon School of Engineering, waarmee hij zijn acteerstudie veiligstelde, die hij in 2013 was begonnen aan de Tisch School of the Arts.
Daarvoor had hij ervaring opgedaan met acteren voor de camera door enkele extra rollen en optredens in commercials en als model. Als model werd hij in 2012 onder meer geboekt voor de New York Fashion Week. Achteraf beschouwt hij zijn opleiding bij Stonestreet Studios als het belangrijkste station tijdens zijn acteeropleiding.
Ramirez verscheen in 2015 voor het eerst voor de camera met een gastoptreden in de dramaserie The Affair. Gastrollen in Blindspot en Orange Is the New Black volgden. Van 2017 tot 2018 had hij een terugkerende rol als Wes in de superheldenserie The Gifted. In 2021 werd de serie The Falcon and the Winter Soldier uitgebracht, onderdeel van het Marvel Cinematic Universe. Daarin nam Ramirez een van de centrale rollen op zich als Joaquín Torres. Ook is hij te zien in een bijrol in de film Top Gun: Maverick (2022).

### Persoonlijk
In juli 2025 werd bevestigd dat Ramirez een relatie heeft met Jessica Alba. Over eerdere relaties heeft hij nooit mededelingen gedaan.